# Andreas Reinke
Andreas Reinke (ur. 10 stycznia 1969 w Krakow am See) – niemiecki piłkarz występujący na pozycji bramkarza.

## Kariera
Reinke treningi piłkarskie rozpoczął w wieku 6 lat w klubie Dynamo Güstrow z miasta Güstrow. W 1985 roku dołączył do juniorskiej ekipy zespołu Dynamo Schwerin, a od 1987 roku był członkiem jego pierwszej drużyny. W 1990 roku, po zjednoczeniu Niemiec, przeniósł się do Hamburgera SV. W dniu 28 sierpnia 1991 roku zadebiutował w Bundeslidze, biorąc udział w przegranym 0:3 meczu przeciwko Stuttgarter Kickers. To było jedyne spotkanie, w którym Reinke wystąpił w barwach HSV.
W 1993 roku przeniósł się do zespołu FC St. Pauli z 2. Bundesligi. Po roku przeszedł do pierwszoligowego 1. FC Kaiserslautern. Pierwszy mecz ligowy w barwach tego zespołu zagrał 15 października 1994 roku przeciwko Dynamu Drezno (0:1). W 1996 roku zdobył z klubem Puchar Niemiec, ale spadł z nim również do 2. Bundesligi. Po roku powrócił z nim do Bundesligi i w 1998 roku zdobył mistrzostwo Niemiec.
W 2000 roku Reinke wyjechał do Grecji, gdzie został graczem Iraklisu. Rok później przeniósł się do hiszpańskiego Realu Murcia z Segunda División. W 2003 roku awansował z drużyną do Primera División. Wówczas powrócił do Niemiec, podpisując kontrakt z Werderem Brema (Bundesliga). Ligowy debiut zanotował tam 2 sierpnia 2003 roku w spotkaniu z Herthą BSC (3:0). W 2004 roku zdobył z Werderem Puchar Niemiec i sięgnął z nim po mistrzostwo kraju. Kolejne sukcesy osiągnął w 2006 roku, sięgając po Puchar Ligi Niemieckiej oraz zdobywając wicemistrzostwo Niemiec. W 2007 roku zakończył swoją piłkarską karierę.
W Bundeslidze rozegrał 228 spotkań.